# جکسون سینگ
جکسون سینگ (انگلیسی: Jeakson Singh؛ زادهٔ ۲۱ ژوئن ۲۰۰۱) بازیکن فوتبال اهل هند است.
از باشگاه‌هایی که در آن بازی کرده‌است می‌توان به باشگاه فوتبال کرالا بلاسترز اشاره کرد.
وی همچنین در تیم‌های ملی فوتبال زیر ۱۷ سال، زیر ۲۰ سال، زیر ۲۳ سال و بزرگسالان هند بازی کرده‌است.